# Poltergeist III
Poltergeist III es una película de terror sobrenatural estadounidense de 1988, dirigida por Gary Sherman. Recibió un gran rechazo por la crítica y fue un fracaso en taquilla, siendo la menos recaudadora de la saga.
Está dedicada en memoria de la actriz Heather O'Rourke, quien con Zelda Rubinstein, fueron las únicas actrices originales del elenco en toda la saga.

## Argumento
La familia Freeling ha enviado a Carol Anne a vivir con la hermana de Diane, Pat, y su esposo Bruce Gardner. Les dijeron que Carol Anne estaría en Chicago temporalmente para asistir a una escuela única para niños superdotados con problemas emocionales, aunque Pat cree que se debe a que Steven y Diane sólo querían deshacerse de Carol Anne. Pat y Bruce no son conscientes de los acontecimientos de las dos primeras películas, simplemente observando que Steven estuvo involucrado en un mal negocio de bienes raíces. Junto con Donna, la hija de Bruce de un matrimonio anterior, viven en un rascacielos de lujo (100 pisos del John Hancock Center de Chicago) de los cuales Bruce es el gerente.
Carol Anne fue obligada a hablar de sus experiencias de la primera y segunda películas con su profesor y psiquiatra, el doctor Seaton. Seaton cree que ella es delirante; sin embargo, la discusión constante ha permitido que el Reverendo Henry Kane pueda localizar a Carol Anne y traerlo de vuelta desde el limbo al que fue enviado al final de la segunda película. Sin creer en fantasmas, el doctor Seaton ha llegado a la conclusión de que Carol Anne es una niña manipuladora con la capacidad de realizar hipnosis masiva, por lo que la gente cree que fueron atacados por fantasmas. También durante este período, Tangina Barrons se da cuenta de que Kane ha encontrado a Carol Anne y viaja a través del país para protegerla.
Una noche, Kane drena la alta subida de calor y toma posesión de reflejos en espejos, haciendo que los reflejos de la gente actúen con independencia de sus contrapartes físicas. Cuando Carol Anne se queda sola esa noche, Kane intenta usar los espejos en su habitación para capturarla, pero ella se escapa con la ayuda de Tangina, que telepáticamente le dice a Carol Anne que rompa el espejo. Donna y su novio, Scott, quienes trajeron unos amigos después de una pésima fiesta, ven a Carol Anne asustada por el monitor de seguridad, corriendo por el estacionamiento del edificio, y se dirigen a rescatarla; sin embargo, antes de que puedan hacerlo, los tres son llevados al Otro Lado por Kane y sus secuaces a través de un charco de agua. En este punto, Tangina y el Dr. Seaton están en el estacionamiento, junto con Pat y Bruce. El Dr. Seaton asume tercamente que Carol Anne lo ha simulado todo, mientras Tangina intenta recuperarla.
Scott es aparentemente liberado desde el Otro Lado a través de una piscina del edificio, y Donna reaparece después de que Tangina sea asesinada por Kane disfrazado de Carol Anne. Scott se queda en casa de sus padres. Nadie se da cuenta de que los símbolos en la ropa de Donna se invierten de lo que eran antes de que ella fuera tomada. Como el Dr. Seaton intenta calmar a Donna, Bruce ve el reflejo de Carol Anne en el espejo y la persigue, mientras que Pat lo sigue. El Dr. Seaton no se queda atrás, y él cree ver a Carol Anne en el ascensor. Sin embargo, después el doctor Seaton se acerca a las puertas del ascensor, Donna aparece detrás de él y lo empuja al vacío por el hueco del ascensor. En este punto se revela que Donna en realidad no regresó, sino más bien la persona que volvió era un reflejo de Donna, bajo el control de Kane, que luego se desvanece de nuevo en el espejo, con una reflexión de Scott en su lado.
Pat y Bruce luchan por encontrar a Carol Anne, siendo atrapados en un congelador de un restaurante del edificio, luego son perseguidos por vehículos poseídos, y son precipitados en el ascensor (dónde ven el cadáver de Seaton). Pat y Bruce suben al último piso para ir al apartamento, pero Bruce es capturado y, finalmente, Pat está obligada a demostrar su amor por Carol Anne en una final cara a cara contra Kane. Tangina a través de un espejo, logra convencer a Kane para ir hacia la Luz con ella. Tangina y Kane desaparecen y Donna, Bruce y Carol Anne son devueltos a Pat, quien dice que todo ya terminó. La escena final muestra unos relámpagos sobre el edificio, mientras se escucha la risa de Kane.

## Reparto
- Heather O'Rourke como Carol Anne Freeling
- Zelda Rubinstein como Tangina Barrons
- Nathan Davis como Henry Kane
- Nancy Allen como Patricia Wilson-Gardner
- Tom Skerritt como Bruce Gardner
- Lara Flynn Boyle como Donna Gardner
- Kipley Wentz como Scott
- Richard Fire como Dr. Seaton

## Producción
Cuando comenzó el rodaje de Poltergeist III, Heather O'Rourke (Carol Anne en la saga) fue diagnosticada de enfermedad de Crohn erróneamente, pues en realidad tenía estenosis intestinal aguda. Aunque grabó gran parte de la película, falleció antes de terminar el rodaje.

### Muerte de Heather O'Rourke
Heather O'Rourke falleció el 1 de febrero de 1988, antes de que el rodaje terminara. Su muerte desarrolló el concepto de 'Maldición Poltergeist' por las muertes prematuras de algunos actores que habían aparecido en alguna de las tres películas.
La última parte de la película fue editada, ya que Heather O'Rourke falleció antes de que se completara.

### Lugares de filmación
- Chicago, Illinois, Estados Unidos.
- Los Ángeles, California, Estados Unidos.

## Fechas de estreno mundial
| País                                                                          | Fecha de estreno                 |
| ----------------------------------------------------------------------------- | -------------------------------- |
| Alemania                                                                      | Jueves 15 de septiembre de 1988  |
| Argentina                                                                     | Jueves 19 de enero de 1989       |
| Australia                                                                     | Jueves 16 de junio de 1988       |
| Austria                                                                       | Viernes 16 de septiembre de 1988 |
| Bélgica                                                                       | Miércoles 17 de agosto de 1988   |
| Belice · Costa Rica · El Salvador · Guatemala · Honduras · Nicaragua · Panamá | Miércoles 5 de octubre de 1988   |
| Brasil                                                                        | Jueves 1 de septiembre de 1988   |
| Chile                                                                         | Viernes 23 de septiembre de 1988 |
| Colombia                                                                      | Jueves 22 de septiembre de 1988  |
| Dinamarca                                                                     | Viernes 2 de septiembre de 1988  |
| Ecuador                                                                       | Miércoles 26 de octubre de 1988  |
| Egipto                                                                        | Lunes 20 de marzo de 1989        |
| España                                                                        | Viernes 19 de agosto de 1988     |
| Estados Unidos · Canadá                                                       | Viernes 10 de junio de 1988      |
| Filipinas                                                                     | Miércoles 30 de mayo de 1990     |
| Finlandia                                                                     | Viernes 21 de octubre de 1988    |
| Francia                                                                       | Miércoles 10 de agosto de 1988   |
| Grecia                                                                        | Jueves 13 de octubre de 1988     |
| Hong Kong                                                                     | Jueves 27 de octubre de 1988     |
| India                                                                         | Viernes 7 de julio de 1989       |

| País                 | Fecha de estreno                   |
| -------------------- | ---------------------------------- |
| Israel               | Viernes 14 de octubre de 1988      |
| Italia               | Viernes 26 de agosto de 1988       |
| Jamaica              | Miércoles 21 de septiembre de 1988 |
| Japón                | Sábado 25 de junio de 1988         |
| Líbano               | Viernes 11 de noviembre de 1988    |
| Malasia              | Jueves 20 de octubre de 1988       |
| México               | Jueves 9 de febrero de 1989        |
| Noruega              | Jueves 24 de noviembre de 1988     |
| Nueva Zelanda        | Viernes 25 de noviembre de 1988    |
| Países Bajos         | Jueves 8 de septiembre de 1988     |
| Perú                 | Jueves 1 de diciembre de 1988      |
| Portugal             | Viernes 21 de octubre de 1988      |
| Puerto Rico          | Jueves 11 de agosto de 1988        |
| Reino Unido Irlanda  | Viernes 23 de septiembre de 1988   |
| República Dominicana | Jueves 15 de septiembre de 1988    |
| Singapur             | Miércoles 14 de septiembre de 1988 |
| Sudáfrica            | Viernes 26 de agosto de 1988       |
| Suecia               | Viernes 5 de agosto de 1988        |
| Suiza                | Viernes 16 de septiembre de 1988   |
| Tailandia            | Sábado 17 de diciembre de 1988     |
| Taiwán               | Sábado 22 de octubre de 1988       |
| Turquía              | Viernes 22 de febrero de 1991      |
| Uruguay              | Jueves 26 de enero de 1989         |
| Venezuela            | Miércoles 14 de septiembre de 1988 |

## Recepción
Poltergeist III recibió críticas negativas de parte de la crítica y de la audiencia. En el portal de internet Rotten Tomatoes, la película posee una calificación de 18%, basada en 17 reseñas por parte de la crítica, mientras que la audiencia le ha dado una calificación de 23%. En el sitio IMDb los usuarios le han dado una puntuación de 4.5/10, sobre la base de más de 12 000 votos.

## Premios
- 2 nominaciones.

### Academia de Cine de Ciencia Ficción, Fantasía y Horror
| Año  | Resultado | Premio         | Categoría/Destinatario(s)                 |
| ---- | --------- | -------------- | ----------------------------------------- |
| 1990 | Nominada  | Premio Saturno | Mejor Actriz de Reparto: Zelda Rubinstein |

### Premios Razzie
| Año  | Resultado | Premio        | Categoría/Destinatario(s)                |
| ---- | --------- | ------------- | ---------------------------------------- |
| 1989 | Nominada  | Premio Razzie | Peor Actriz de Reparto: Zelda Rubinstein |